# Viso Mozzo
Viso Mozzo – szczyt w Alpach Kotyjskich, części Alp Zachodnich. Leży w północno-zachodnich Włoszech w regionie Piemont, blisko granicy z Francją. Szczyt można zdobyć ze schroniska Rifugio Quintino Sella al Monviso (2640 m). Najbliżej położona miejscowość to Crissolo w dolinie rzeki Pad.